# رود بورزیا
رود بورزیا (روسی: Борзя) یک رودخانه در سرزمین زابایکالسکی کشور روسیه است.